# دان هيامانس
دان هيامانس (مواليد 15 يونيو 1999) هو لاعب كرة قدم بلجيكي يلعب في مركز الوسط المهاجم في نادي فاسلاند بيفيرين.

## روابط خارجية
- دان هيامانس على موقع قاعدة بيانات كرة القدم.إي يو (الإنجليزية)
- دان هيامانس على موقع Soccerbase.com (لاعب) (الإنجليزية)
- دان هيامانس على موقع Soccerway.com (الإنجليزية)
- دان هيامانس على موقع عالم كرة القدم.نت (الإنجليزية)